# Municipio de Leaf Mountain (Minnesota)
El municipio de Leaf Mountain (en inglés: Leaf Mountain Township) es un municipio ubicado en el condado de Otter Tail en el estado estadounidense de Minnesota. En el año 2010 tenía una población de 326 habitantes y una densidad poblacional de 3,5 personas por km².

## Geografía
El municipio de Leaf Mountain se encuentra ubicado en las coordenadas 46°8′58″N 95°34′53″O / 46.14944, -95.58139. Según la Oficina del Censo de los Estados Unidos, el municipio tiene una superficie total de 93.12 km², de la cual 82,66 km² corresponden a tierra firme y (11,23 %) 10,46 km² es agua.

## Demografía
Según el censo de 2010, había 326 personas residiendo en el municipio de Leaf Mountain. La densidad de población era de 3,5 hab./km². De los 326 habitantes, el municipio de Leaf Mountain estaba compuesto por el 97,85 % blancos, el 0,31 % eran amerindios y el 1,84 % eran de una mezcla de razas. Del total de la población el 0 % eran hispanos o latinos de cualquier raza.